# Buon Natale Yogi
Buon Natale Yogi  (Yogi's First Christmas) è un film d'animazione per la televisione  scritto da Willie Gilbert, prodotto nel 1980 da Hanna-Barbera.

## Trama
Durante le festività natalizie, Yoghi  e Bubu vengono svegliati dal letargo dal rumore dei festeggiamenti, sopra di loro. Braccobaldo, Svicolone, Tatino e Papino, sono giunti a Jellystone per le vacanze. A loro si sono uniti il Ranger Smith, il direttore dell'hotel sig. Dingwell, Otto lo Chef e la proprietaria dell'albergo, sig. ra Throckmorton, con suo nipote Pestifer. Scopo del gruppo, far divertire il più possibile questi ultimi, poiché la signora sta pensando di chiudere l'albergo, a causa degli scarsi guadagni, essendo reso impopolare dall'attività di Herman, il solitario e scorbutico eremita che abita in cima ad una montagna della zona. Odia profondamente il Natale e la compagnia, e desidera stare in solitudine.
Pestifer, dotato anch'egli di un carattere particolare, si unisce a lui nel tentativo di rovinare loro la festa, essendosi sentito offeso da Yoghi, e da sua zia, per non essersi occupata di lui. Nel frattempo, l'orsetta Cindy viene svegliata da Bubu dal letargo, e corre in aiuto di Yoghi, essendo sempre di lui innamorata,  partecipando alla notte di Natale, cercando insieme agli altri, di rendere gradita la permanenza alla proprietaria. Pestifer e l'eremita si pentono delle loro azioni, quando entrambi vengono perdonati ed invitati ad unirsi alla festa, la notte di Natale. Babbo Natale scende giù dal camino, portando i doni. Yoghi riceve un cestino da pic-nic, ma si addormenta a causa del letargo (Poiché si era promesso di rimanere sveglio fino a natale): avrà il cestino quando si sveglierà, in primavera. I tre orsi vengono, quindi,  accompagnati alle loro tane per continuare il letargo e la signora decide di non vendere l'attività, in un lieto fine generale.

## Versione su DVD
Il 17 novembre 2009, la Warner Home Video ha fatto uscire la versione su DVD del film. In seguito, è uscita anche la versione italiana con il titolo Natale con Yoghi.